# Гаплогруппа Y2a1 (мтДНК)
Гаплогруппа Y2a1 — в популяционной генетике — гаплогруппа митохондриальной ДНК человека.

## Палеогенетика

### Железный век
- Gongguan site, Green Island, Taiwan — Тайвань — 250–650 CE (1500 calBP).[1]
  - I13721 | GG-107-M1-03 — Ж — Y2a1
  - I13722 | GG-107-M2-01 — М — Y2a1

## Публикации
- Chuan-Chao Wang, Hui-Yuan Yeh, Alexander N Popov et al. The Genomic Formation of Human Populations in East Asia. bioRxiv (25 марта 2020).